# Dídac Ortega
Dídac Ortega Orts es un exciclista profesional español nacido el 5 de abril de 1982 en Valencia (España).
Debutó como profesional en el año 2007 en las filas del equipo Benfica. Corrió en 2009 y 2010 en el equipo italiano Acqua & Sapone que fue su último equipo profesional. No consiguió triunfos en profesionales.

## Palmarés
No ha conseguido victorias como profesional.

## Equipos
- Benfica (2007)
- Barbot-Siper (2008)
- Acqua & Sapone-Caffè Mokambo (2009)